# Баррос Луко (сэндвич)
Баррос Луко (исп. Sándwich Barros Luco ) — чилийский горячий сэндвич, который включает говядину и плавленый сыр в хлебе. Сэндвич назван в честь Рамона Барроса Луко, который занимал пост президента Чили с 1910 по 1915 год. Сэндвич был создан в ресторане Национального конгресса Чили, где президент Баррос Луко всегда заказывал этот сэндвич. Другие источники указывают на ресторан в Сантьяго Confitería Torres как на место, где был создан сэндвич.
Существует вариант сэндвича Баррос Луко — Баррос Харпа. Двоюродный брат президента, сенатор Эрнесто Баррос Харпа (Ernesto Barros Jarpa), просил приготовить в ресторане бутерброды с ветчиной и сыром, так как ему было трудно есть говядину. Эти сэндвичи стали известны как Баррос Харпа, названные по аналогии с уже популярным тогда сэндвичем.

## Приготовление
Тонкие куски говядины обжариваются на сковороде или гридле. Половинки булочки или нарезанный хлеб поджаривается, часто хлеб пропитывают соком, оставшимся после жарки мяса. Ломтики сыра плавятся на сковороде. На хлеб укладывается мясо и поливается расплавленным сыром, сверху укладывается второй кусочек хлеба или булочки.
Cэндвич можно приготовить из разных кусков говядины, например, филе или корейки, различных сортов сыра (чаще всего чанко или мантекосо) и разных видов хлеба. Разновидности хлеба, которые больше всего подходят для этого сэндвича, это белые булочки фрика (la frica), марракета (marraqueta), замешанный хлеб (el pan amasado) и тостовый нарезанный хлеб.
В настоящее время существует также бразильский сэндвич, который стал популярным среди чилийских водителей грузовиков, который содержит классические ингредиенты Баррос Луко (мясо, сыр), но готовится с молотым авокадо. Цвета сыра (желтый) и авокадо (зеленый) относятся к цветам бразильского флага, отсюда и название.
По желанию, сэндвич можно заправить каким-нибудь соусом по вкусу. Это может быть чесночный майонез, пебре, чанчо эн пьедра (chancho en piedra), ахи, кетчуп, горчица и др.